# Кольонія-Сейни
Кольонія-Сейни (пол. Kolonia Sejny) — село в Польщі, у гміні Сейни Сейненського повіту Підляського воєводства.
Населення — 57 осіб (2011).
У 1975-1998 роках село належало до Сувальського воєводства.

## Демографія
Демографічна структура станом на 31 березня 2011 року:
|          | Загалом | Допрацездатний вік | Працездатний вік | Постпрацездатний вік |
| -------- | ------- | ------------------ | ---------------- | -------------------- |
| Чоловіки | 29      | 2                  | 25               | 2                    |
| Жінки    | 28      | 3                  | 20               | 5                    |
| Разом    | 57      | 5                  | 45               | 7                    |